# Râul Chiua Mică
Râul Chiua Mică este un curs de apă, unul din cele două brațe care formează râul Chiua. 